# Mauricio Gómez (calciatore 1992)
Mauricio Sebastián Gómez Castro, noto semplicemente come Mauricio Gómez (Artigas, 16 aprile 1992), è un calciatore uruguaiano, difensore del Miramar Misiones.

## Caratteristiche tecniche
È un terzino destro.

## Carriera
Cresciuto nel settore giovanile del Montevideo Wanderers, ha esordito in prima squadra il 2 giugno 2013 disputando l'incontro di Primera División Profesional perso 2-1 contro il Nacional.